# Peter Eriksson (musiker)
Peter Eriksson, född 1953 i Arvika, är en svensk altviolinist  och musikadministratör.
Peter Eriksson studerade vid Kungliga Musikhögskolan i Stockholm. Han spelar i Kungliga Filharmoniska Orkestern (KFO) i Stockholm sedan 1980, är ordförande i KFO och ledamot av Konserthusstiftelsens styrelse, är konstnärlig ledare för Saxå Kammarmusikfestival sedan starten 1986, ordförande i föreningen Sweden Festivals, invald i styrelsen för EFA, European Festivals Association, ett nätverk med över 1000 europeiska musikfestivaler, och rektor för Immanuelskyrkans musikskola, Stockholm. 
Han förlänades 2011 H.M. Konungens medalj för "betydelsefulla insatser inom svenskt musikliv".
2015 tilldelades Peter Eriksson Värmländska Akademiens pris Lagerlövet för att ha gjort betydande insatser för värmländsk kultur.